# Milaan-San Remo 2022
De 113e editie van de wielerwedstrijd Milaan-San Remo werd gereden op 19 maart. De wedstrijd maakte deel uit van de UCI World Tour 2022. Titelverdediger was de Belg Jasper Stuyven, hij nam niet deel wegens ziekte. Zijn opvolger was Matej Mohorič.

## Deelnemende ploegen
Er namen vierentwintig ploegen deel. De achttien World Tour ploegen en 6 andere ploegen. Van de twee startgerechtigde ploegen op basis van hun prestaties in de UCI ProSeries 2021 namen Alpecin-Fenix en Arkéa-Samsic beide deel. De UCI ProSeriesteams van Bardiani-CSF-Faizanè, Drone Hopper-Androni Giocattoli, EOLO-Kometa en TotalEnergies kregen hun wildcard toegewezen door organisator RCS Sport.

## Uitslag
| Plaats  | Naam                 | Ploeg                              | Tijd     |
| ------- | -------------------- | ---------------------------------- | -------- |
| Winnaar | Matej Mohorič        | Bahrain Victorious                 | 6u27'49" |
| 2       | Anthony Turgis       | Team TotalEnergies                 | + 2"     |
| 3       | Mathieu van der Poel | Alpecin-Fenix                      | z.t.     |
| 4       | Michael Matthews     | Team BikeExchange Jayco            | z.t.     |
| 5       | Tadej Pogačar        | UAE Team Emirates                  | z.t.     |
| 6       | Mads Pedersen        | Trek-Segafredo                     | z.t.     |
| 7       | Søren Kragh Andersen | Team DSM                           | z.t.     |
| 8       | Wout van Aert        | Team Jumbo-Visma                   | z.t.     |
| 9       | Jan Tratnik          | Bahrain Victorious                 | + 5"     |
| 10      | Arnaud Démare        | Groupama-FDJ                       | + 11"    |
| 11      | Vincenzo Albanese    | EOLO-Kometa                        | z.t.     |
| 12      | Biniam Girmay        | Intermarché-Wanty-Gobert Matériaux | z.t.     |
| 13      | Alex Aranburu        | Movistar Team                      | z.t.     |
| 14      | Florian Sénéchal     | Quick Step-Alpha Vinyl             | z.t.     |
| 15      | Damiano Caruso       | Bahrain Victorious                 | z.t.     |
| 16      | Michał Kwiatkowski   | INEOS Grenadiers                   | z.t.     |
| 17      | Primož Roglič        | Team Jumbo-Visma                   | z.t.     |
| 18      | Giacomo Nizzolo      | Israel-Premier Tech                | + 21"    |
| 19      | Lorenzo Rota         | Intermarché-Wanty-Gobert Matériaux | z.t.     |
| 20      | Quentin Pacher       | Groupama-FDJ                       | z.t.     |